# ロマンス (ガロの曲)
「ロマンス」は、GARO（ガロ）のシングル。1973年8月25日発売。発売元は日本コロムビアのマッシュルームレーベル。

## 解説
- 堀内護のアイデアで演奏にマンドリンを使用している。
- オリコンチャート最高3位、28万枚以上を売り上げた。
- 1973年度第15回日本レコード大賞で大衆賞を受賞した。

## 収録曲
1. ロマンス（3:12）
  - 作詞: 山上路夫・作曲: 堀内護・編曲: 大野克夫
  - リード・ボーカル:堀内護・大野真澄
2. 二人だけの昼下り（2:53）
  - 作詞: 山上路夫・作曲: すぎやまこういち・編曲: 大野克夫
  - リード・ボーカル:日高富明

## パーソネル
ロマンス
- 松木恒秀 - エレクトリック・ギター
- 宇都宮積善 - マンドリン
- 岡沢章 - エレクトリック・ベース
- 原田裕臣 - ドラムス
- 大野克夫 - アコースティック・ピアノ
- 新室内楽協会 - ストリングス

二人だけの昼下り
- 松木恒秀 - エレクトリック・ギター
- 岡沢章 - エレクトリック・ベース
- 原田裕臣 - ドラムス
- 村岡健 - コーラングレ
- 新室内楽協会 - ストリングス

## カヴァーした主な歌手
- 堀内護（MARK from GARO名義）
- 森昌子
- 天地真理
- あべ静江
- 寺内タケシとブルージーンズ